# Zofia Sykulska
Zofia Maria Sykulska (ur. 18 maja 1921 w Łodzi, zm. 12 sierpnia 1972) – polska uczona, doktor habilitowany nauk farmaceutycznych, docent Akademii Medycznej w Łodzi.

## Życiorys
W rodzinnej Łodzi ukończyła szkołę powszechną i średnią (Gimnazjum Heleny Miklaszewskiej), a po latach również studia, chociaż rozpoczęła je w 1938 w Warszawie. Okres okupacji przepracowała w łódzkich aptekach. Po wojnie kontynuowała pracę zawodową, jak również wznowiła studia, dyplom Wydziału Farmaceutycznego Uniwersytetu Łódzkiego otrzymując 12 listopada 1952. Od 1 listopada 1951 zatrudniona była na Akademii Medycznej w Łodzi, kolejno w Zakładzie Chemii Farmaceutycznej i Zakładzie Farmacji Stosowanej. W czerwcu 1962 uzyskała dyplom doktora farmacji, w czerwcu 1968 habilitowała się. Od 1 lipca 1969 była docentem na łódzkiej Akademii Medycznej.
Należała do cenionych specjalistów w dziedzinie farmacji stosowanej, o sławie tak krajowej, jak i zagranicznej; proponowano jej objęcie katedry w jednym z państw afrykańskich oraz kierownictwo Zakładu Farmacji Stosowanej warszawskiej Akademii Medycznej. Z żadnej z tych propozycji nie skorzystała. Zmarła 12 sierpnia 1972.